# Titularbistum Subbar
Subbar ist ein Titularbistum der römisch-katholischen Kirche. 
Es geht zurück auf einen ehemaligen Bischofssitz in der antiken Stadt Subbar in der römischen Provinz Mauretania Caesariensis im Norden von Algerien.
| Titularbischöfe von Subbar |                                                               |                                                |                   |                   |
| Nr.                        | Name                                                          | Amt                                            | von               | bis               |
| 1                          | Marcelino Olaechea Loizaga SDB Titularerzbischof pro hac vice | emeritierter Erzbischof von Valencia (Spanien) | 18. November 1966 | 11. Dezember 1970 |
| 2                          | Arthur Henry Krawczak                                         | Weihbischof in Detroit (Michigan) (USA)        | 8. Februar 1973   | 13. Januar 2000   |
| 3                          | Cherubim Dambui                                               | Weihbischof in Port Moresby (Papua-Neuguinea)  | 30. Oktober 2000  | 24. Juni 2010     |
| 4                          | Joseph Binzer                                                 | Weihbischof in Cincinnati (USA)                | 6. April 2011     |                   |